# René Hasler
René Hasler (ur. 18 czerwca 1948 w Lucernie) – szwajcarski piłkarz grający na pozycji środkowego obrońcy lub defensywnego pomocnika. W swojej karierze rozegrał 27 meczów w reprezentacji Szwajcarii.

## Kariera piłkarska
Swoją karierę piłkarską Hasler rozpoczął w klubie FC Luzern. W 1966 roku awansował do pierwszego zespołu i w sezonie 1966/1967 zadebiutował w jego barwach w drugiej lidze szwajcarskiej. W debiutanckim sezonie awansował z FC Luzern do pierwszej ligi. W FC Luzern grał do końca sezonu 1968/1969.
W 1969 roku Hasler przeszedł z FC Luzern do FC Zürich. W sezonie 1969/1970 zdobył z nim Puchar Szwajcarii. W 1971 roku został zawodnikiem FC Basel. W sezonach 1971/1972 i 1972/1973 dwukrotnie z rzędu wywalczył z nim mistrzostwo kraju, a w sezonie 1974/1975 zdobył puchar kraju.
W 1976 roku Hasler odszedł z Basel do Neuchâtel Xamax. Po trzech latach gry w nim wrócił do klubu z Bazylei. W sezonie 1979/1980 wywalczył z nim swój trzeci tytuł mistrzowski w karierze. Po sezonie 1981/1982 zakończył karierę.
| Sezon   | Klub            | Kraj       | Rozgrywki      | Mecze | Gole |
| ------- | --------------- | ---------- | -------------- | ----- | ---- |
| 1963/64 | FC Luzern       | Szwajcaria | Nationalliga A | 6     | 1    |
| 1964/65 | FC Luzern       | Szwajcaria | Nationalliga A | 0     | 0    |
| 1965/66 | FC Luzern       | Szwajcaria | Nationalliga A | 17    | 1    |
| 1966/67 | FC Luzern       | Szwajcaria | Nationalliga B | ?     | ?    |
| 1967/68 | FC Luzern       | Szwajcaria | Nationalliga A | 16    | 1    |
| 1968/69 | FC Luzern       | Szwajcaria | Nationalliga A | 13    | 0    |
| 1969/70 | FC Zürich       | Szwajcaria | Nationalliga A | 20    | 0    |
| 1970/71 | FC Zürich       | Szwajcaria | Nationalliga A | 17    | 0    |
| 1971/72 | FC Basel        | Szwajcaria | Nationalliga A | 25    | 2    |
| 1972/73 | FC Basel        | Szwajcaria | Nationalliga A | 26    | 0    |
| 1973/74 | FC Basel        | Szwajcaria | Nationalliga A | 25    | 6    |
| 1974/75 | FC Basel        | Szwajcaria | Nationalliga A | 22    | 1    |
| 1975/76 | FC Basel        | Szwajcaria | Nationalliga A | 17    | 4    |
| 1976/77 | Neuchâtel Xamax | Szwajcaria | Nationalliga A | 30    | 1    |
| 1977/78 | Neuchâtel Xamax | Szwajcaria | Nationalliga A | 21    | 2    |
| 1978/79 | Neuchâtel Xamax | Szwajcaria | Nationalliga A | 29    | 8    |
| 1979/80 | FC Basel        | Szwajcaria | Nationalliga A | 34    | 1    |
| 1980/81 | FC Basel        | Szwajcaria | Nationalliga A | 20    | 0    |
| 1981/82 | FC Basel        | Szwajcaria | Nationalliga A | 21    | 0    |

## Kariera reprezentacyjna
W reprezentacji Szwajcarii Hasler zadebiutował 26 września 1971 roku w wygranym 4:0 towarzyskim meczu z Turcją, rozegranym w Zurychu. W swojej karierze grał w eliminacjach do MŚ 1974 i do Euro 76. Od 1971 do 1977 roku rozegrał w kadrze narodowej 27 meczów.